# Baumhauerita II
La baumhauerita II és un mineral de la classe dels sulfurs. Rep el nom com a polimorf monoclínic de la baumhauerita.

## Característiques
La baumhauerita II és una sulfosal de fórmula química Pb₃As₄S9. Va ser aprovada com a espècie vàlida per l'Associació Mineralògica Internacional el 1990, però el seu estat actual és qüestionable al trobar-se mal definida. Va ser descoberta a la pedrera Lengenbach, a Suïssa.